# Gewerkschaft Öffentlicher Dienst und Dienstleistungen
Die Gewerkschaft Öffentlicher Dienst und Dienstleistungen (GÖD) ist eine Fachgewerkschaft innerhalb des Christlichen Gewerkschaftsbundes (CGB) Deutschlands. Sie organisiert Arbeitnehmer und Beamte in allen Dienstleistungsbereichen.

## Organisation
Die Bundesgeschäftsstelle hat ihren Sitz in München und ein Hauptstadtbüro in Berlin. Sie hat drei Landesverbände (Bayern, Baden-Württemberg und Nordwest (Nordrhein-Westfalen)) und drei Regionalverbände (Ost – für Berlin, Brandenburg, Sachsen-Anhalt, Sachsen und Thüringen, Küste – für Schleswig-Holstein, Niedersachsen, Mecklenburg-Vorpommern, Hamburg und Bremen und Südwest – für Saarland, Rheinland-Pfalz und Hessen). Bundesvorsitzender ist seit dem GÖD-Bundeskongress am 1. und 2. Oktober 2009 Raymund Kandler.
Die GÖD hat nach eigenen Angaben ca. 56.000 Mitglieder.

## Tarifverhandlungen
Die GÖD führt eigenständige Tarifverhandlungen.

## Fachbereiche
Die Gewerkschaft hat folgende Fachbereiche:
- Bundeswehr
- Flughäfen (insbesondere München und Frankfurt)
- Gesundheitswesen und Soziales
- Öffentlicher Dienst
- Wach- und Sicherheitsgewerbe
- Ver- und Entsorgung
- Verkehr (insbesondere Nahverkehr)

## Auseinandersetzungen zwischen der GÖD und ver.di
Die GÖD schloss in den letzten Jahren mehrere Tarifverträge ab, die der großen Dienstleistungsgewerkschaft ver.di Probleme bereiteten:
So schloss die GÖD im Jahre 2003 mit dem (Arbeitgeber-)Verband der Nordrhein-Westfälischen Omnibusunternehmen (NWO) einen Tarifvertrag für das private Omnibusgewerbe in Nordrhein-Westfalen ab.
Die Tarifverträge der GÖD mit dem BDWS Sachsen für das Bundesland Sachsen waren mehrere Jahre allgemeinverbindlich und von allen Arbeitgebern im Wach- und Sicherheitsgewerbe in Sachsen als Mindestnorm anzuwenden. Ab 2023 wurde die Allgemeinverbindlichkeit vom Tarifausschuss nicht mehr befürwortet. 
Der GÖD-Bundesverband hatte mit dem Bund der Wach- und Sicherheitsunternehmen (BDWS) einen Mindestlohn-Tarifvertrag abgeschlossen, nachdem ver.di die Tarifverhandlungen abgebrochen hatte. Außerhalb von Sachsen und Niedersachsen tritt die GÖD im Sicherheitsgewerbe nicht in Erscheinung, die Tarifverträge werden dort von ver.di verhandelt.